# Michael Wolf (Schauspieler)
Michael Wolf (* 19. Dezember 1967 in Gräfelfing) ist ein deutscher Rechtsanwalt, Filmschauspieler und Filmproduzent.

## Leben
Sein Schauspieldebüt gab Wolf 1987, im Alter von 19 Jahren, in dem Fernsehfilm Leere Welt, der auf dem gleichnamigen Roman von John Christopher beruht. Von der ersten im Jahr 1989 ausgestrahlten Folge bis Folge 277 verkörperte er in der Familienserie Forsthaus Falkenau den Förstersohn Markus Rombach. Als die Rombachs nach Südafrika auswandern, ist er der einzige der Familie, der in Küblach bleibt und in 21 weiteren Folgen zum guten Freund des neuen, von Hardy Krüger jr. gespielten, Försters Stefan Leitner wird. Erst als Leitner Küblach verlässt, endet seine Rolle.  
Daneben wirkte Wolf als Gastdarsteller in diversen Fernsehserien mit, so unter anderem in Marienhof, Derrick, Der Fahnder, SOKO 5113, Alle meine Töchter und Geisterjäger John Sinclair.
Michael Wolf ist außerdem Rechtsanwalt und betreibt in Gauting bei München eine eigene Kanzlei.
Mit Der Schuh des Manitu hat er einen der erfolgreichsten deutschen Spielfilme sowie mit seiner Produktionsfirma lupo media den mehrfachen Festivalfilm Die Wittelsbacher – Eine wahre Geschichte (u. a. Filmfest München 2004, Bozner Filmtage 2006, Filmfest Moskau 2005) produziert.
Wolf ist verheiratet und hat zwei Kinder.